# Isocubanite
La isocubanite è un minerale.